# Catfish: The TV Show
 Catfish: The TV Show er en amerikansk Realityshow-baseret dokumentar-tv-serie, hvor Nev Schulman og Max Joseph hjælper unge mennesker med at undersøge, om deres internetromance er ægte eller en catfish. De finder også frem til motivet på, hvorfor visse personer er på nettet med en falsk identitet.
TV-serien bygger på filmen Catfish fra 2010.
Den havde premiere den 12. november, 2012 i USA. Sæson 6 havde premiere den 1. marts, 2017.

## Handling
På internettet er en "catfish" en person, der skaber falske personlige profiler på sociale mediewebsteder ved hjælp af andres billeder og falske biografiske oplysninger for at foregive at være andre end dem selv. Disse "catfishs" har som regel til hensigt at narre en intetanende person eller personer til at forelske sig i dem. Udtrykket "catfish" er afledt af titlen på den tidligere nævnte dokumentar, hvor filmskaberen Schulman opdager, at den kvinde med hvem han havde haft et et online-forhold med, ikke havde været ærlig i forhold til at beskrive sig selv.
MTV og Catfish-filmens producenter, Schulman og Joseph, hjælper mennesker, der er følelsesmæssigt viklet sammen med en person, de aldrig har mødt i det virkelige liv. Hver episode er en undersøgelse af, om den anden deltager i det virtuelle forhold er legitim, eller om de faktisk er en "catfish". Nogle par har kommunikeret i et par måneder - andre, i årevis.
Nev hævder, at han har modtaget ansøgninger fra folk, der beder ham om hjælp til at afgøre, om deres online-romance lyver eller er sandfærdig om deres identitet. I hvert afsnit hjælper værterne forskellige individer med en andens historie, hvor de rejser til hvor de bor og søger efter at afdække sandheden. Nev og Max kontakter den anden person for at arrangere et første møde mellem de to virtuelle datere og dokumenterer, hvordan begge mennesker påvirkes af situationen. Schulman sagde på presseturet Television Critics Association i august 2012, at det ikke handler om at trække tæppet væk under mennesker og forklarede:
"Hvorvidt to mennesker helt og holdent lyver overfor hinanden, og det viser sig at være en enorm katastrofe, er kun den første del af historien. Vi vil så gerne vide, hvorfor de gør det, hvem de er, hvad de føler, hvad førte dem til dette sted, og hvorfor det resonerer med tusindvis af andre unge, der har de samme følelser, som ikke har nogen at tale med eller ikke ved, hvordan man udtrykker sig."

## Produktion
Showet præsenterer den "håbefulde" som den, der starter kontakt med Schulman og Joseph i et forsøg på at opdage den sande identitet på deres online-romance eller "Catfish". Programmets caster Michael Esposito forklarede i august 2015, at showet kan modtage mere end hundrede ansøgninger om dagen.
Men en Hollywood.com-report fra 2013 forklarede imidlertid at på trods af, at programmet er struktureret som en søgning efter håb om catfishens ægte identitet, er det som regel catfishen, der foretager den første kontakt med MTV. Producenter fortsætter derefter med at indsamle oplysninger om bedrageri fra catfishen og kontakter efterfølgende den håbefulde. Af juridiske grunde underskriver alle involverede i serien kontrakter om at blive filmet, før afsnittet bliver produceret. I sæson 3's Miranda- og Camryn-afsnittet ændrede castfishen sin mening om at møde den håbefulde og blev kun vist via Skype.
Værterne får ingen oplysninger om catfishen, og selvom catfishen allerede er gået med til at blive vist i programmet, ved de ikke, hvornår eller hvordan værterne vil lede efter dem.
Nev Schulman forklarede mere om denne omvendte teknik i et interview i august 2014:
"Mange af de historier, vi får, kommer fra catfishen selv. Folk der føler sig så forfærdelige [...] at de har løjet overfor en ven eller en romance på internettet i så lang tid. De ønsker at tilstå alt, men de frygter, at hvis de simpelthen fortalte sandheden, ville den anden [...] blive meget ked af, at de er blevet løjet overfor og bedraget og sandsynligvis afvise dem. De håber på at komme med i showet [...] måske for at gøre udvekslingen mere venlig og nemmere, at de kan høres, forklare sig selv på en mere objektiv og ikke-fordømmende måde. Så producenterne tilrettelægger diplomatisk og så fjernt som som muligt, et scenario, hvor [...] den håbefulde kontakter mig [...]. Og så tager Max og jeg den derfra. Den håbefulde har selvfølgelig ingen idé om, at den anden person allerede har udtrykt interesse for at mødes. Og catfishen ved ikke, at vi rent faktisk gør det. De tror bare at det måske kunne ske. Så de ved ikke hvornår eller hvorfor eller hvordan. Så det er tricky, men alt er virkeligt. Følelserne er virkelige, relationerne er virkelige. Vi har ikke lavet nogen scenarier, vi fortæller ikke folk hvad de skal sige eller gøre. Det er meget uforudsigeligt".

## Sæson 4
I fjerde sæson medvirkede Max ikke, da han var involveret som instruktør på Zac Efrons We Are Your Friends under indspilningen af sæsonen. Nev havde i denne sæson gæstestjerner som medværter, herunder Angel Haze, Cassidy Wolf, Charlamagne Tha God og Tyler Oakley.

## Sæsoner og afsnit
| Sæson | Sæson | Afsnit | Sæsonpremiere | Sæsonafslutning |
| ----- | ----- | ------ | ------------- | --------------- |
|       | 1     | 12     | 12/11/2012    | 25/2/2013       |
|       | 2     | 18     | 25/6/2013     | 15/10/2013      |
|       | 3     | 10     | 07/05/2014    | 09/07/2014      |
|       | 4     | 19     | 25/02/2015    | 30/08/2015      |
|       | 5     | 12     | 24/02/2016    | 11/05/2016      |
|       | 6     | 12     | 01/03/2017    | 30/08/2017      |

### Sæsoner

#### Sæson 1
| Afsnit i serien | Afsnit i sæsonen | Titel                       | Antal tv-seere (USA, i millioner) |
| --------------- | ---------------- | --------------------------- | --------------------------------- |
| 1               | 1                | Sunny & Jamison             | 2,68                              |
| 2               | 2                | Trina & Scorpio             | 2,74                              |
| 3               | 3                | Kim & Matt                  | 2,61                              |
| 4               | 4                | Jasmine & Mike              | 2,23                              |
| 5               | 5                | Jarod & Abby                | 2,41                              |
| 6               | 6                | Kya & Alyx                  | 2,07                              |
| 7               | 7                | Joe & Kari Ann              | 2,52                              |
| 8               | 8                | Tyler & Amanda              | 2,17                              |
| 9               | 9                | Rod & Ebony                 | 2,75                              |
| 10              | 12               | Rico & Ja'mari              | 2,27                              |
| 11              | 12               | Mike & Felicia              | 2,37                              |
| 12              | 12               | "Catfish: The Reunion Show" | 1,95                              |

#### Sæson 2
| Afsnit i serien  | Afsnit i sæsonen | Titel                          | Antal tv-seere (USA, i millioner) |
| ---------------- | ---------------- | ------------------------------ | --------------------------------- |
| 13               | 1                | Cassie & Steve                 | 2,50                              |
| 14               | 2                | Anthony & Marcq                | 1,76                              |
| 15               | 3                | Ramon & Paola                  | 2,16                              |
| 16               | 4                | Lauren & Derek                 | 2,36                              |
| 17               | 5                | Dorion & Jezica                | 2,28                              |
| 18               | 6                | Jen & Skylar                   | 2,14                              |
| 19               | 7                | Mike & Kristen                 | 1,57                              |
| Special-afsnit 1 | Special-afsnit 1 | Réunion de mi-Sæson            | 0,97                              |
| 20               | 8                | Jesse & Brian                  | 1,82                              |
| 21               | 9                | Artis & Jess                   | 2,01                              |
| 22               | 10               | Ashley & Mike                  | 1,74                              |
| 23               | 11               | Aaliyah & Alicia               | 1,61                              |
| 24               | 12               | Nick & Mélissa                 | 1,21                              |
| 25               | 13               | Derek & Kristen                | 0,95                              |
| 26               | 14               | Keyonnah & Bow Wow             | 1,88                              |
| Special-afsnit 2 | Special-afsnit 2 | "Catfish Season 2: Last Hooks" | 0,81                              |
| 27               | 15               | Mike & Caroline                | 1,81                              |
| 28               | 16               | "Catfish: The Reunion Show 2"  | 1,25                              |

#### Sæson 3
| Afsnit i serien  | Afsnit i sæsonen | Titel               | Antal tv-seere (USA, i millioner) |
| ---------------- | ---------------- | ------------------- | --------------------------------- |
| 29               | 1                | Craig & Zoe         | 2,05                              |
| 30               | 2                | Antwane & Tony      | 1,55                              |
| 31               | 3                | Antoinette & Albert | 1,73                              |
| 32               | 4                | Lucille & Kidd Cole | 1,69                              |
| 33               | 5                | Tracie & Sammie     | 1,56                              |
| 34               | 6                | John & Kelsey       | 1,36                              |
| 35               | 7                | Solana & Elijah     | 1,83                              |
| 36               | 8                | Miranda & Cameryn   | 1,59                              |
| 37               | 9                | Jeff & Megan        | 1,52                              |
| Special-afsnit 3 | Special-afsnit 1 | Blake & Kiersten    | 1,32                              |
| 38               | 10               | Bianca & Brogan     | 1,70                              |

#### Sæson 4
| Afsnit i serien  | Afsnit i sæsonen | Titel                 | Antal tv-seere (USA, i millioner) |
| ---------------- | ---------------- | --------------------- | --------------------------------- |
| 39               | 1                | Miracle & Javonni     | 1,41                              |
| 40               | 2                | Courtney & Isaak      | 0,96                              |
| 41               | 3                | Harold & Armani       | 1,03                              |
| 42               | 4                | Daisy & Marcus        | 1,35                              |
| 43               | 5                | Chitara & Priscilla   | 1,09                              |
| 44               | 6                | Felipe & Jasmin       | 1,13                              |
| 45               | 7                | Whitney & Bre         | 1,00                              |
| Special-afsnit 4 | Special-afsnit 1 | Stéphanie & David     | 1,03                              |
| 46               | 8                | Jamey & Ari           | 1,15                              |
| 47               | 9                | Blaire & Markie       | 0,92                              |
| 48               | 10               | Steven & Samm         | 0,93                              |
| Special-afsnit 5 | Special-afsnit 2 | "Where are they now?" | 0,82                              |
| 49               | 11               | Tiana & James         | 1,02                              |
| 50               | 12               | Falesha & Jacqueline  | 0,73                              |
| 51               | 13               | Prophet & Trinity     | 0,94                              |
| 52               | 14               | Thad & Sara           | 1,06                              |
| 53               | 15               | Andria & David        | 0,90                              |
| 54               | 16               | Ayissha & Sydney      | 0,50                              |
| 55               | 17               | Hundra & Emily        | -                                 |
| 56               | 18               | Devan & Rylan         | -                                 |
| 57               | 19               | Brittany & Bryon      | -                                 |

#### Sæson 5
| Afsnit i serien  | Afsnit i sæsonen | Titel                 | Antal tv-seere (USA, i millioner) |
| ---------------- | ---------------- | --------------------- | --------------------------------- |
| 58               | 1                | Dejay, Malik & Josiah | 0,77                              |
| 59               | 2                | Jeanette & Derick     | 0,76                              |
| 60               | 3                | Leuh & Justin         | 0,83                              |
| Special-afsnit 6 | Special-afsnit 1 | Special               | 0,43                              |
| 61               | 4                | Brendan & McKenna     | 0,77                              |
| 62               | 5                | Jaylin & Ja'la        | 1,00                              |
| 63               | 6                | Michael & Chanelle    | 0,82                              |
| 64               | 7                | Ray & Lexi            | 0,93                              |
| 65               | 8                | Joanna & Bo           | 0,98                              |
| 66               | 9                | Tyreme & Tomorrow     | 0,90                              |
| Special-afsnit 7 | Special-afsnit 2 | Special               | 0,72                              |
| 67               | 10               | Kayla & Courtney      | 1,01                              |
| 68               | 11               | Paris & Tara          | 0,76                              |
| 69               | 12               | Vince & Alyssa        | 0,66                              |

#### Sæson 5B
| Afsnit i serien | Afsnit i sæsonen | Titel                 | Antal tv-seere (USA, i millioner) |
| --------------- | ---------------- | --------------------- | --------------------------------- |
| 70              | 13               | Lucas & Many          | 0,90                              |
| 71              | 14               | Larissa & Anthony     | 0,81                              |
| 72              | 15               | Spencer & Katy        | 0,74                              |
| 73              | 16               | Candic & Titus        | 0,88                              |
| 74              | 17               | Andrea, Alex & Andrea | 0,65                              |
| 75              | 18               | Catherine & Graham    | 0,77                              |
| 76              | 19               | Luis & Sydney         | 0,66                              |
| 77              | 20               | Andrew & Zack         | 0,62                              |

#### Sæson 6
| Afsnit i serien   | Afsnit i sæsonen | Titel                               | Antal tv-seere (USA, i millioner) |
| ----------------- | ---------------- | ----------------------------------- | --------------------------------- |
| Special-afsnit 8  | Special-afsnit 1 | "Top Ten Holy Shit Catfish Moments" |                                   |
| Special-afsnit 9  | Special-afsnit 2 | "Hooked On Love"                    |                                   |
| 78                | 1                | Shawny & Jack                       |                                   |
| 79                | 2                | Alante & Nevaeh                     |                                   |
| 80                | 3                | Danny & Rosa                        |                                   |
| 81                | 4                | Telizza & Shai                      |                                   |
| 82                | 5                | Marvin & Austin                     |                                   |
| 83                | 6                | Mecca & Tanner                      |                                   |
| 84                | 7                | Yasmine & Lewis                     |                                   |
| 85                | 8                | Kailani & Sam                       |                                   |
| 86                | 9                | Ari & Lanum                         |                                   |
| 87                | 10               | Dylan & Ally                        |                                   |
| 88                | 11               | Colleen & Tony                      |                                   |
| 89                | 12               | Open Investigation                  |                                   |
| Special-afsnit 10 | Special-afsnit 3 | "Still Hooked"                      |                                   |
| Special-afsnit 11 | Special-afsnit 4 | "The Untold Stories"                |                                   |
| Special-afsnit 12 | Special-afsnit 5 | "The Untold Stories"                |                                   |
| Special-afsnit 13 | Special-afsnit 6 | "It's a Cat Cat Cat Catfish World"  |                                   |
| 90                | 13               | Johnny & Connor                     |                                   |
| 91                | 14               | Kelsie & Brandon                    |                                   |